# REGZA Phone
REGZA Phone（レグザフォン）およびREGZAケータイ（レグザケータイ）は、東芝によって展開され、富士通（現：FCNT）および富士通モバイルコミュニケーションズ（以下富士通モバイル、現：FCNT）によって開発されていたワンセグ対応携帯電話端末の愛称。
REGZA PhoneはKDDI・沖縄セルラー電話連合（各auブランド）およびNTTドコモ向けのAndroid搭載スマートフォンの通称で、REGZAケータイはソフトバンクモバイル向け端末の通称である。いずれの登録商標も東芝が保有しており、富士通と富士通モバイルにライセンスする形を取った。

## 概要
「AQUOSケータイ」が発売されてから1年後に「BRAVIAケータイ」、更に半年後には「VIERAケータイ」「Woooケータイ」が発売されたように、液晶テレビのブランド名を冠した携帯電話の売れ行きは非常に良かった。そこで、REGZAを抱えている東芝もソフトバンク向け端末に「REGZAケータイ」の愛称を付けたSoftBank 921Tを投入した。その前継機種であるSoftBank 920Tや、旧富士通東芝モバイルコミュニケーションズ（以下富士通東芝）の発足以降に開発された富士通東芝製と富士通製の、主にF-01C以降の機種はREGZAの技術を反映しているが、「REGZAケータイ」の愛称は冠していない。
2010年には「REGZA Phone」として富士通東芝がAndroidスマートフォンのT-01C（ドコモ）を、2011年にはIS04（au）を投入した。IS04は従前通りauでも東芝ブランド扱いだったが、T-01Cは富士通東芝製・東芝ブランドにもかかわらずドコモでは事実上富士通製扱いだった。なお、いずれのCMも富士通名義で行われた。これは、メーカーが富士通東芝である事と、元々ドコモ向けの富士通ブランド機種は富士通本体のモバイルフォン事業本部が担当しているためである。富士通モバイルの事実上の前身である旧東芝モバイルコミュニケーション社（以下東芝MC社）は元々au向けとソフトバンク向けがメインであり、現在も富士通モバイルは東芝MC社のみを引き継いだ状態にある。
東芝保有分の富士通東芝株式の富士通への売却が2011年8月に報じられた。富士通と富士通東芝は同年11月、「REGZA Phone」のブランドを富士通としてのスマートフォンブランド「ARROWS」に次ぐサブブランドとして活用する方針である事を明らかにした。そのため、T-01D以降のREGZA Phoneは、正確には「ARROWSシリーズのREGZA Phone」としての展開となる。ARROWSシリーズ入りに伴い、ドコモ向けのREGZA Phoneは他のドコモ向けの富士通ブランド端末と同様に富士通本体が担当する事となり、いわゆる「富士通レグザ」と呼ばれるようになる（T-01Dが「初代富士通レグザ」）。その後、富士通東芝は2012年4月1日に富士通の完全子会社の富士通モバイルとなり東芝は事実上携帯電話事業から完全撤退、「2代目富士通レグザ」T-02Dを最後にREGZA Phoneの新機種は発表されていない。なお商標は引き続き東芝が保有している。T-02Dのカタログでは「これがレグザフォン史上最高傑作」と、T-02Dが最終機種である事を思わせる記述がある。ドコモでは「Visual」を意味する「ARROWS V」を名乗るF-04EにREGZA Phoneの面影を残しているが、そのF-04Eと同時期にT-02Dの生産が終了し、REGZA Phoneシリーズは市場から姿を消した。更に東芝が携帯電話事業から事実上撤退した約5年11ヶ月後にあたる2018年2月22日には東芝製テレビの製造を行っている東芝映像ソリューションも事実上東芝から離れハイセンスグループ入りし、同年10月1日には富士通モバイルも富士通コネクテッドに合併されて消滅した。
2012年12月21日にドコモから発売されたフォトパネル 05は、フォトパネル 02・03・04の製造を担当した華為技術に代わって、デジタルフォトフレームではあるがdynapocket T-01B以来約2年半ぶりの東芝製ドコモ向け端末となる。au向けの東芝製端末はLIGHT POOLの次がREGZA Tablet AT500/26Fで、その間に約2年のブランクが空いている。ちなみに、フォトパネル 01の通信モジュールUM02-Fは富士通製（デジタルフォトフレームはタムラ製作所製）。「Powered by REGZA」というサブネームの通り、REGZAの技術を取り入れたディスプレイを採用している。

## 機種
- Tを冠する機種の細字は東芝（東芝MC社時代含む）製、斜体字は富士通製。
- Fを冠する機種の細字は富士通製。
- T、Fのいずれかを冠する機種の太字は富士通東芝→富士通モバイル製。こちらもドコモでは富士通製扱い。
- 以下の記号はスマートフォン。
  - (A)はARROWSシリーズ。Tを冠していても富士通ブランド。
  - (S)はARROWSシリーズ以外のスマートフォン。富士通ブランドと東芝ブランドに分かれる。
- 以下の記号は国外使用可能。
  - (G)はグローバルパスポートGSM&CDMA（CDMA2000 1x）両対応。
  - (C)はグローバルパスポートCDMA（CDMA2000 1x）のみ対応。
  - (W)はWORLD WING（3G&GSM）対応。
  - (8)はWORLD WING（3G・850MHz）対応。
- その他の記号は以下の通り。
  - (R)はワンセグ起動時にREGZAのロゴが出る。
  - (Q)はワンセグ起動時にREGZAとQosmioのロゴが出る。
  - (M)はモバイルレグザエンジンを搭載しており、レグザで録画した画像を見ることが出来る。
  - (i)はiidaブランド向け。
  - (L)はLTEサービス（ドコモ：Xi（クロッシィ）、au：au 4G LTE）に対応。
  - (+)はモバイルWiMAX（+WiMAX）対応。
  - (N)はモバキャス（NOTTV）に対応。

### REGZAケータイ・REGZA Phoneの愛称が付いている機種

#### ソフトバンクモバイル向けのREGZAケータイ
- SoftBank 921T

#### au向けのREGZA Phone
- REGZA Phone T004（CDMA TS004）(G)
- REGZA Phone IS04/IS04FV（CDMA TSI04／TG03-KDDI）(S)(C) - 日本初の防水対応スマートフォン。T-01Cの兄弟機種。
- REGZA Phone IS11T（CDMA TSI11）(S)(G) - REGZA PhoneシリーズではQWERTYキーボードを搭載した唯一の機種。

#### NTTドコモ向けのREGZA Phone
- REGZA Phone T-01C（TG03-DCM）(S)(W) - 日本初の防水対応スマートフォン。IS04の兄弟機種。富士通東芝としてドコモに供給した唯一の機種で、ドコモ向けの東芝ブランドとして最終機種だが、前述の通りドコモでは実質富士通製扱いだった。ドコモ スマートフォンシリーズ。
- REGZA Phone T-01D(A)(W) - デュアルコアCPUとしてOMAP4430を採用。液晶もフルカラーHDに変更された。初代富士通レグザ。本機種がベースとなったDisney Mobile on docomo F-08Dがあるが、こちらはDisney Mobile on docomoシリーズとなり、REGZA PhoneシリーズとARROWSシリーズのいずれにも含まれない。F-08Dと共にdocomo with series。
- REGZA Phone T-02D(A)(W)(L)(N) - 2代目富士通レグザ。有機ELディスプレイを採用し、CPUもSnapdragon S4に変更された。REGZA Phoneシリーズ初（というより、最初で最後）のAndroid 4.0搭載モデルでなおかつXi・モバキャス（NOTTV）対応モデル（モバキャス対応はARROWSシリーズとしても初）。兄弟機種にソフトバンク向けのARROWS A 101Fがあるが、こちらはARROWSシリーズ単独。docomo NEXT series。

### 愛称名のない他の東芝製ワンセグ携帯電話機種

#### 東芝→富士通東芝→富士通モバイル製・au向け
- W51T（CDMA W51T）
- W52T（CDMA W52T）
- W53T（CDMA W53T）(Q)
- W54T（CDMA W54T）(Q)
- W56T（CDMA W56T）(R) - ソニー・エリクソン・モバイルコミュニケーションズ製W54S（CDMA W54S）の兄弟機種。
- W61T（CDMA W61T）(R)
- W62T（CDMA W62T）(R)
- W64T（CDMA W64T）(R) - W62Tの兄弟機種。
- W65T（CDMA W65T）(R)(M)
- T001（CDMA TS001）(R)(C) - フルチェンケータイ。
  - ドッツ・オブセッション、水玉で幸福いっぱい（CDMA TSX01）(R)(C)(i)
  - 宇宙へ行くときのハンドバック（CDMA TSX02）(R)(C)(i)
  - 私の犬のリンリン（CDMA TSX03）(R)(C)(i)
- T002（CDMA TS002）(R)(G)
- biblio（CDMA TSY01）(R)(C)(M)
- T003（CDMA TS003）(R)(C)(M) - ダビング10に対応。
- T005（CDMA TS005）(R)(C)
- T006（CDMA TS006）(R)(C)
- T007（CDMA TS007）(R)(C)
- T008（CDMA TS008）(R)(C)
- E08T（CDMA E08T）(R)(G) - 法人向け。
- PLY（CDMA TSX04）(C)(i)
- LIGHT POOL（CDMA TSX05）(G)(i) - 東芝として最後に発売した携帯電話。
- X-RAY（CDMA TSX06）(G)(i)

#### 東芝製・ソフトバンクモバイル向け
- SoftBank 823T - 国外使用可能（W-CDMA専用）。
- SoftBank 824T - 国外使用可能（W-CDMA専用）。
- Fan Fun.2 SoftBank 830T - 国外使用可能。
- SoftBank 911T
- SoftBank 912T
- SoftBank 920T(R)

#### 東芝製・イー・アクセス（EMOBILE）向け
- H11T

### 愛称名のない他の富士通製ワンセグ携帯電話機種
ここでは富士通東芝発足以降の富士通ブランドワンセグ携帯電話について記述する。東芝の撤退以降に発売された機種も含む。

#### 富士通製・NTTドコモ向け
- F-01C(W)
- F-02C(W)
- F-03C(W)
- F-04C(8)
- F-05C(8)
- F-09C(W)
- F-10C(W)
- F-11C(W)
- （ARROWS Tab LTE F-01D(A)(W)(L) - タブレット端末。）
- F-02D(W)
- ARROWS Kiss F-03D/F-03D Girls'(A)(W)
- F-04D(W)
- ARROWS X LTE F-05D(A)(W)(L) - T-01Dの兄弟機種。
- F-06D/F-06D Girls'(W)
- ARROWS μ F-07D(A)(W) - T-01Dの兄弟機種。
- Disney Mobile on docomo F-08D(S)(W) - T-01Dの派生機種。前述。
- F-09D ANTEPRIMA(A)(W)
- ARROWS X F-10D(A)(W)(L) - T-02Dの兄弟機種。
- ARROWS Me F-11D(A)(W)
- らくらくスマートフォン F-12D(A)(W) - らくらくホン。
- F-01E(W)
- ARROWS X F-02E(A)(W)(L)(N)
- ARROWS Kiss F-03E/ARROWS Kiss with JILL STUART(A)(W)(L)(N)
- ARROWS V F-04E(A)(W)(L)(N) - T-02Dの後継という訳ではないがREGZA Phoneの面影を残す。
- （ARROWS Tab F-05E(A)(W)(L)(N) - タブレット端末。）
- ARROWS NX F-06E(A)(W)(L)(N)
- Disney Mobile on docomo F-07E(S)(W)(L)(N)
- らくらくスマートフォン2 F-08E(A)(W)(L) - らくらくホン。

#### 富士通東芝→富士通モバイル製・au向け
- E09F（CDMA E09F）(G) - 法人向け。E08Tの富士通ブランド版。
- F001（CDMA FJ001）(C)
- ARROWS Z ISW11F（CDMA FJI11）(G)(A)(+)
- ARROWS ES IS12F（CDMA FJI12）(G)(A)
- ARROWS Z ISW13F（CDMA FJI13）(G)(A)(+)
- ARROWS ef FJL21（CDMA FJL21）(G)(A)(L)

#### 富士通モバイル製・ソフトバンクモバイル向け
- ARROWS A 101F(A) - 国外使用可能。T-02Dの兄弟機種。前述。
- ARROWS A 201F(A)

#### 富士通モバイル製・イー・モバイル向け
- ARROWS S EM01F(A)

## ギャラリー

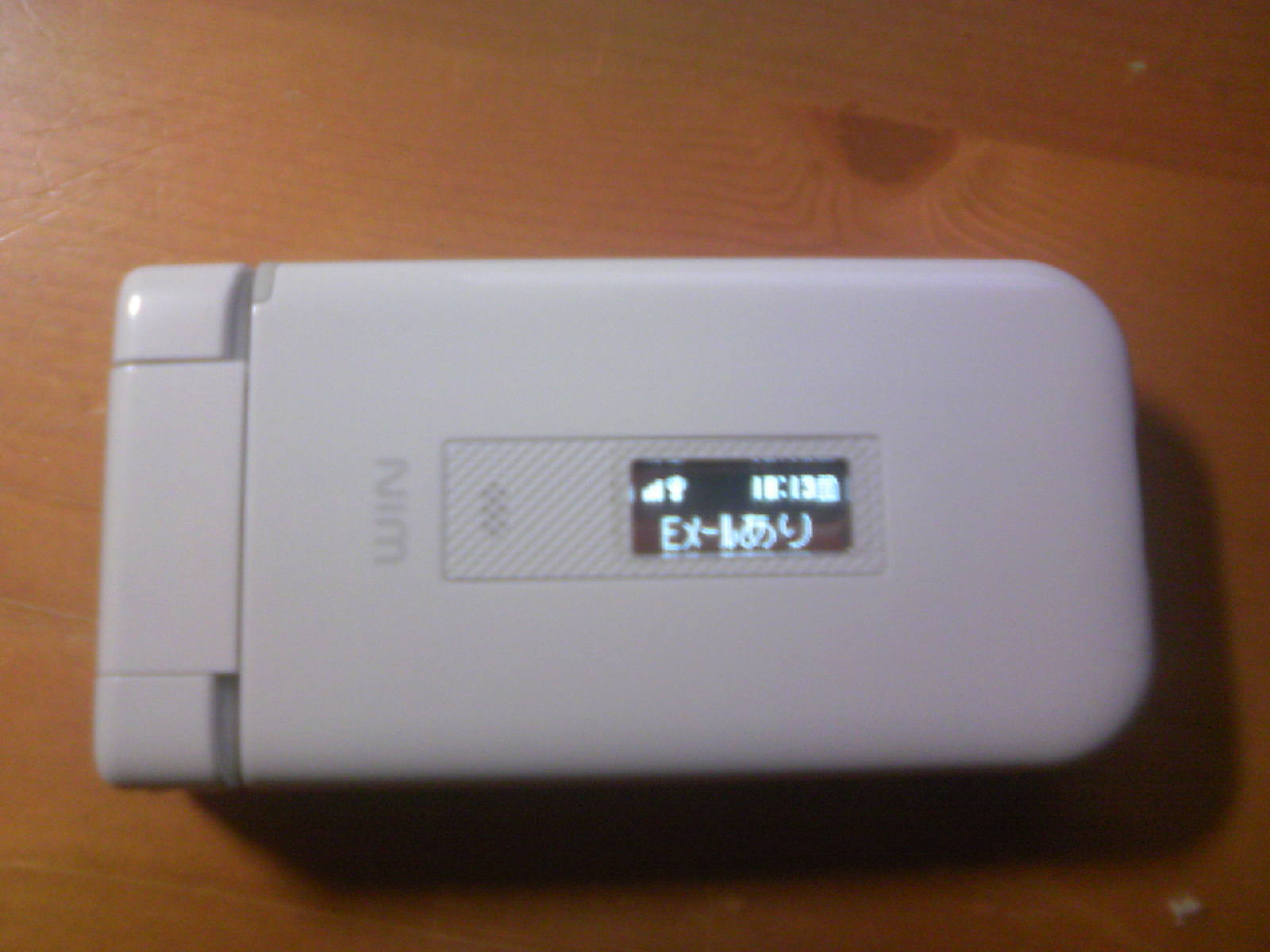
W51T
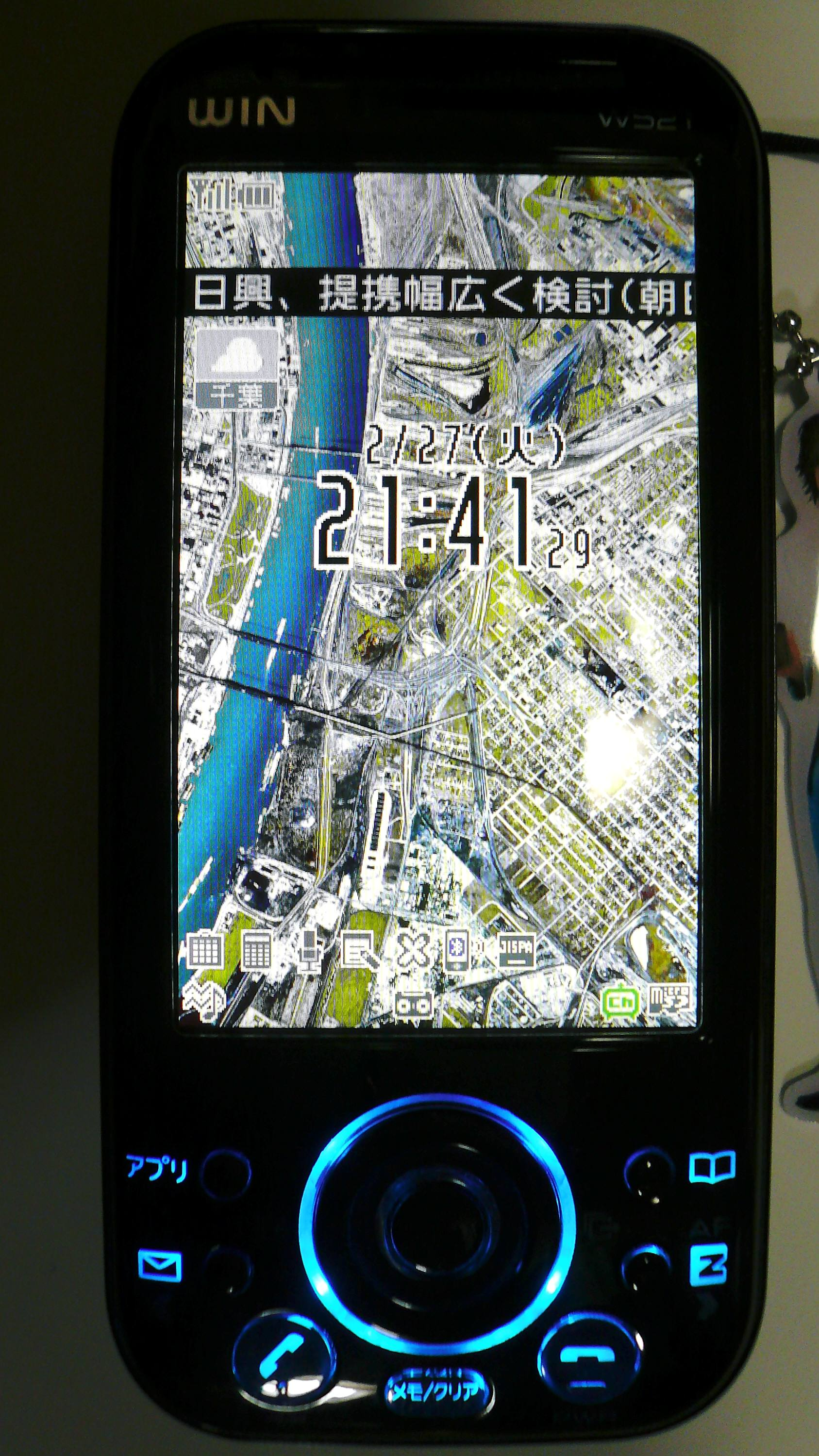
W52T
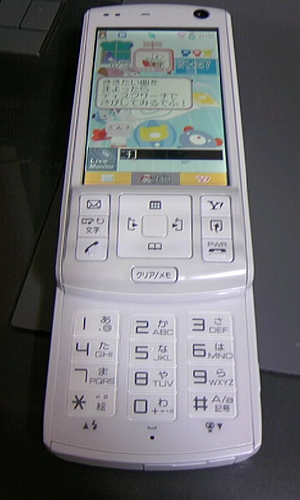
911T
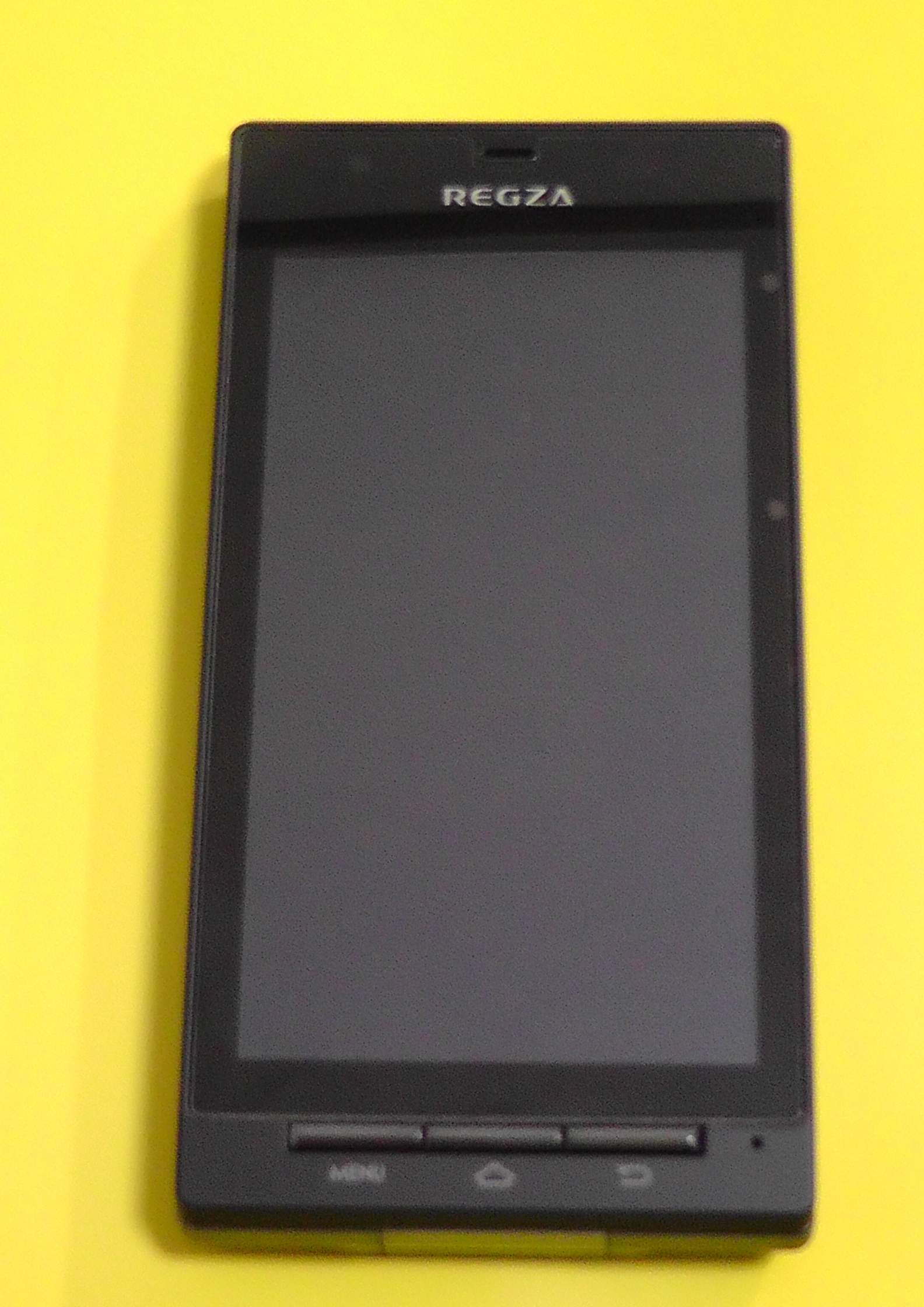
T-01C（ドコモ スマートフォン）